# Hydraena khnzoriani
Hydraena khnzoriani är en skalbaggsart som beskrevs av Emile Janssens 1968. Hydraena khnzoriani ingår i släktet Hydraena och familjen vattenbrynsbaggar. Inga underarter finns listade i Catalogue of Life.